# برنار بورو
برنار بورو (فرانسوی: Bernard Bourreau‎؛ زادهٔ ۲ سپتامبر ۱۹۵۱) دوچرخه سوار سابق فرانسوی است.وی در مسابقات جاده ای انفرادی در المپیک تابستانی ۱۹۷۲ شرکت کرد.